# أندرياس بيورن
أندرياس بيورن (بالدنماركية: Andreas Bjørn)‏ هو تاجر دنماركي، ولد في 28 أكتوبر 1703 في Skælskør ‏ في الدنمارك، وتوفي في 27 يناير 1750 في كوبنهاغن في الدنمارك.